# Chùa Phổ Minh
Chùa Phổ Minh (Phổ Minh tự 普明寺) hay chùa Tháp là một ngôi chùa ở thôn Tức Mạc, phường Nam Định, tỉnh Ninh Bình. Năm 2012, di tích lịch sử và kiến trúc nghệ thuật đền Trần và chùa Phổ Minh được xếp hạng di tích quốc gia đặc biệt. Từ phường Hoa Lư, trung tâm tỉnh Ninh Bình tới chùa 34 km.

## Lịch sử
Theo biên niên sử, chùa được xây dựng vào năm 1262, ở phía tây cung Trùng Quang của các vua nhà Trần. Nhưng theo các minh văn trên bia, trên chuông thì ngôi chùa này đã có từ thời nhà Lý. Có thể chùa đã được xây dựng lại với quy mô rộng lớn từ năm 1262. Tuy đã nhiều lần tu bổ nhưng chùa vẫn còn giữ được nhiều dấu tích nghệ thuật đời Trần.

## Kiến trúc

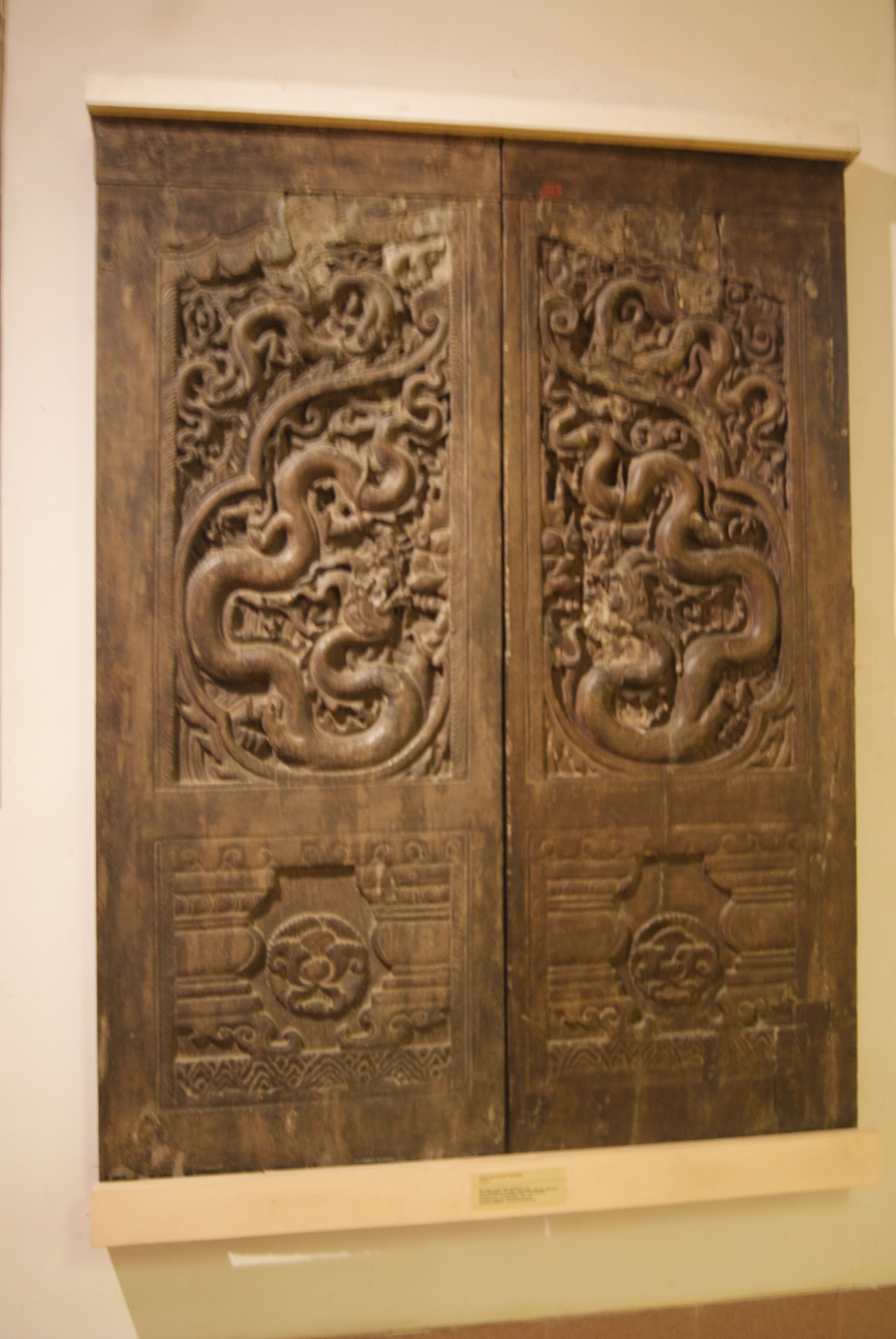
Chạm khắc gỗ trên hai cánh cửa chùa Phổ Minh, nay lưu trữ ở Hà Nội

Cụm kiến trúc chính của chùa bao gồm 9 gian tiền đường, 3 gian thiêu hương, toà thượng điện cũng 3 gian nhưng rộng hơn, xếp theo hình chữ "công". Bộ cửa gian giữa nhà tiền đường gồm 4 cánh bằng gỗ lim, to dày, chạm rồng, sóng nước, hoa lá và văn hoa hình học. Hai cánh ở giữa chạm đôi rồng lớn chầu Mặt Trời trong khuôn hình lá đề, được coi là một tác phẩm điêu khắc khá hoàn mỹ. Cũng như đôi sấu đá trên thành bậc tam quan và đôi rồng trên thành bậc gian giữa tiền đường, bộ cánh cửa này còn giữ được những dấu ấn của nghệ thuật chạm khắc đời Trần. Hiện nay, hai cánh lưu trữ tại Bảo Tàng Nam Định, hai cánh còn lại lưu trữ tại Bảo Tàng Lịch Sử Quốc Gia ở Hà Nội.
Một số công trình kiến trúc bài trí khác đã làm tô thêm vẻ đẹp của chùa Phổ Minh, như 3 gian tam quan khung gỗ, tường gạch, mái ngói rêu phong, cổ kính với bức hoành phong đề 4 chữ lớn. "Đại hùng bảo điện" và thành bậc thềm ở chính giữa có chạm đôi sấu đá rất sống động, hai hồ tròn thả sen nằm đăng đối hai bên lối đi dẫn vào chùa.
Trong chùa có bày tượng Trần Nhân Tông nhập Niết bàn (tượng nằm); tượng Trúc Lâm Tam tổ dưới bóng cây trúc; một số tượng Phật đẹp lộng lẫy. Chuông lớn của chùa có khắc bản văn "Phổ Minh đỉnh tự" đúc năm 1796 - chùa vốn có một vạc lớn, sử sách coi là một trong bốn vật báu của Việt Nam (An Nam tứ đại khí) nhưng nay không còn, nhưng phần bệ đá hoa sen từ thời Trần vẫn còn đến ngày nay.
Sau thượng điện, cách một sân hẹp là ngôi nhà dài 11 gian. Ở giữa là 5 gian nhà tổ, bên trái là 3 gian nhà tăng và bên phải là 3 gian điện thờ. Hai dãy hành lang nối tiền đường ở phía trước với ngôi nhà 11 gian ở phía sau làm thành một khung vuông bao quanh kiến trúc chùa.

## Tháp Phổ Minh

Tháp Phổ Minh trên tờ 100 đồng

Kiến trúc thời nhà Trần được bảo tồn khá nguyên vẹn ở đây là tháp Phổ Minh, dựng khoảng từ năm 1305 đến 1308. Tháp cao 19,51 m, gồm 14 tầng. Nền tháp và tầng thứ nhất xây bằng đá, những tầng còn lại phía trên xây bằng gạch. Tầng nào cũng trổ 4 cửa vòm cuốn, giữa các tầng là gờ mái... Tầng tháp thứ nhất đặt trên bệ đá, có hai lớp cánh sen, lớp dưới chúc xuống, lớp trên ngửa lên đỡ lấy tháp hình vuông, mỗi cạnh rộng hơn 5 mét. Bệ và tầng thứ nhất có những hình chạm nông trên mặt đá như hoa lá, sóng nước, mây cuốn, đặc trưng cho phong cách trang trí thời nhà Trần. Mặt ngoài những viên gạch các tầng trên được trang trí hình rồng.

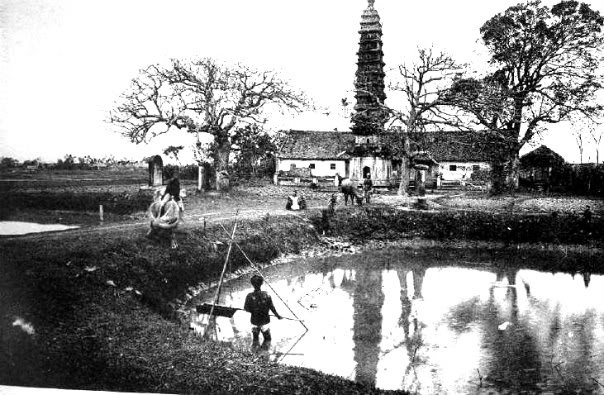
Tháp Phổ Minh thời Pháp thuộc

Theo các sách Lịch Triều Hiến Chương Loại Chí, Đại Nam nhất thống chí và Nam Định địa dư chí, vào thời Tây Sơn năm 1789, trấn thủ Hải Dương là Trần Túc đã phá tháp Phổ Minh để lấy đồng nhưng khi phá đến tầng thứ 2 hoặc 3 từ trên xuống thấy một luồng hơi đỏ bốc lên, do sợ nên giao xã sửa lại như cũ nhưng không còn đỉnh tháp bằng đồng.
Tấm bia Phổ Minh Bia Ký đã ghi lại năm Gia Long thứ 17 (1818) người dân trong xã đã cử Trần Duy Bản chủ trì việc sửa lại tháp

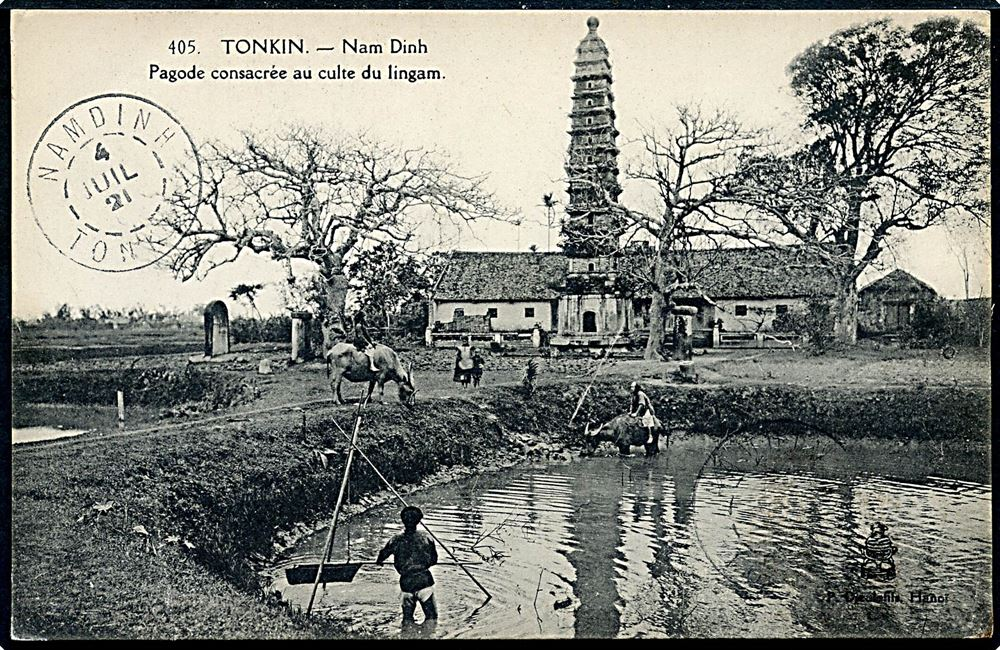
Ảnh tháp Phổ Minh được dùng làm bưu ảnh thời Pháp thuộc

Trong bức ảnh "407. TONKIN - Nam-Dinh - Pagode consacrê au culte du lingam" chụp khoảng từ năm 1890 đến năm 1945 (không phải bức hình bên trên) có thể thấy tháp Phổ Minh không có đỉnh bút lông như ngày nay.
Vào lần trùng tu tháp năm 1987 do ngành văn  hóa tỉnh Nam Định chủ trì đã phát hiện một chiếc quách bằng đá vây quanh một hộp đồng ở tầng thứ 3 từ trên xuống

## Trong văn học, nghệ thuật
Danh sĩ người xứ Đông Nguyễn Bỉnh Khiêm (1491–1585), sống thời Lê–Mạc, đồng thời là một cư sĩ tự nhận (Bạch Vân am cư sĩ), trong một lần qua vùng Sơn Nam Hạ vãn cảnh chùa Phổ Minh chừng hơn một thế kỷ sau loạn giặc Minh xâm lược qua đi, đã để lại bài thơ thất ngôn bát cú Du Phổ Minh tự được đưa vào tập thơ chữ Hán Bạch Vân am thi tập do chính ông đề tựa:
| Du Phổ Minh tự (phiên âm Hán-Việt) Loạn hậu trùng tầm đáo Phổ Minh, Viên hoa dã thảo cựu nham quynh. Bi văn bác lạc hoà yên bích, Phật nhãn thê lương chiếu dạ thanh. Pháp giới ưng đồng thiên quảng đại, Hương nhân do thuyết địa anh linh. Liêu liêu cổ đỉnh kim hà tại? Thức đắc vô hình thắng hữu hình. | Thăm chùa Phổ Minh (dịch nghĩa) Sau khi loạn lạc lại tìm đến chùa Phổ Minh, Vẫn hoa vườn cỏ nội với cửa đá cũ. Văn bia mờ nhạt hoà trong làn khói biếc, Mắt Phật lạnh lùng soi thấu đêm thanh. Pháp giới phải ngang với tầm rộng lớn của trời, Người làng vẫn nói đến sự anh linh của đất. Vắng vẻ lặng lẽ, vạc xưa nay còn đâu? Thế mới biết vô hình vẫn thắng hữu hình. |